# Franz Wimpffen
grof Franz Emil Lorenz von Wimpffen, avstrijski cesarski mornariški častnik in viceadmiral, general , vitez suverenega  malteškega viteškega reda , * 2. april 1797 Praga, † 26. november 1870, Gorica.